# 3 RE-MIX + 1
3 RE-MIX + 1は、M-AGEのマキシシングル。

## 解説
1992年1月21日にリリースされた、M-AGEの1枚目のマキシシングル。8cmシングル「WALK ON THE MOON」と同日にリリースされた。

## 収録曲
1. WALK ON THE MOON (Mega-mix) （作詞・作曲: KAJIWARA YUJI）
2. VISITOR (Illogical Dub Mix) （作詞: KOICHIRO、作曲: KAJIWARA YUJI）
3. MIND WAR (Extended Club Mix) （作詞・作曲: KOICHIRO）
4. BACK TO BACK （作詞: KOICHIRO、作曲: MIYO-KEN）

## その他の収録作品
- WALK ON THE MOON
  - WALK ON THE MOON （1992年1月21日）
  - MUSTARD （1992年2月21日、REMIX）
- VISITOR
  - WALK ON THE MOON （1992年1月21日）
  - MUSTARD （1992年2月21日）
- MIND WAR
  - MUSTARD （1992年2月21日）
- BACK TO BACK
  - RE:CONSTRUCTION 1991-1994 （2021年2月10日）